# Symbolic Link
Ne doit pas être confondu avec Lien symbolique (Symbolic link en anglais).
Pour les articles homonymes, voir Symbolic.
 (septembre 2020).
Si vous disposez d'ouvrages ou d'articles de référence ou si vous connaissez des sites web de qualité traitant du thème abordé ici, merci de compléter l'article en donnant les références utiles à sa vérifiabilité et en les liant à la section « Notes et références ».
 (septembre 2020).
Sa qualité peut être largement améliorée en utilisant un vocabulaire plus directement compréhensible.
SYLK, pour SYmbolic LinK, est un format d'échange de données créé par la société Microsoft.
Destiné à l'origine aux échanges entre tableurs, il permet aussi l'échange avec d'autres types de logiciels : traitements de texte, base de données.
Par rapport au CSV, ce format demande un léger effort supplémentaire pour être généré, mais il a l'avantage d'intégrer les formules mathématiques, de contrôler le format des nombres à virgules, et d'intégrer quelques propriétés sur les cellules, comme l'alignement et la présence de cadre ou non. De plus, les cases du tableur peuvent être remplies dans le désordre, ce qui représente un gros avantage pour le programme qui génère un tel fichier. De plus, le format SYLK n'est pas dépendant de la langue du programme Excel, ni de la manière dont il arrive dans Excel. Le format CSV utilise la virgule ou le point-virgule comme séparateur, suivant la langue du programme Excel, mais aussi suivant le fait que le fichier provient d'une URL internet ou d'un fichier local.
Cependant, Microsoft ne publie pas réellement de spécification du format SYLK. Plusieurs variantes différentes sont reconnues dans Multiplan, Microsoft Excel, Microsoft Works, LibreOffice et Gnumeric. Mais chaque variante du format n'est pas reconnue par chaque version d'Excel (compatibilité ascendante et descendante non intégrale).

## Exemple de fichier *.slk
Tableau XLS de base
| Utilisateur | MotDePasse |
| toto        | 1234       |
| tata        | asdf       |
| titi        | 123456     |
| tutu        | asdfasdf   |